# Pákai Éva
Pákai Éva (Dés, 1944. június 4. –) pedagógiai író.

## Életpályája
Középiskoláit a nagyenyedi Bethlen Kollégium tanítóképző tagozatán végezte (1964). Tanított Alsótőkön (1964–68), majd 1970-től Kolozsvárt különböző általános iskolákban, nyugdíjazásáig (2000).

## Munkássága
Az elemi iskolai oktatás módszertanával foglalkozva, 1993-ban jelentette meg első munkáját, a Gyere velünk számországba című munkafüzetét (Kolozsvár újrakiadása ugyanott 1995). További, Fülöp Máriával és Baka Judittal közös kötetei: A nyelv csak élve tündököl. Beszédművelési útmutató (Kolozsvár 1995), Helyesírás, tollbamondás az I-IV. osztály számára (Kolozsvár 1996), Házi olvasmányok a III-IV. osztály számára. (Kolozsvár 1996), Számvilág az I. osztály számára (Kolozsvár 1996), Román fogalmazás a II-III-IV. osztály magyar nyelvű tanulói számára (Kolozsvár 1997), Első írásfüzetem (Kolozsvár 1998), Helyesírás, helyes beszéd az I-IV. osztály számára (Kolozsvár 2000).